# Kasbat Sidi Abdellah Ben M'Barek
Kasbat Sidi Abdellah Ben M'Barek (arabiska: قصبة سيدي عبد هللا بن امبارك) är en kommun i Marocko.   Den ligger i provinsen Tata och regionen Souss-Massa, i den centrala delen av landet, 500 km söder om huvudstaden Rabat. Antalet invånare är 7 012.